# محطة المسيد
محطة المسيد تعتبر من أهم وأشهر قرى شمال الجزيرة على امتداد النيل الأزرق وطريق مدني الخرطوم السريع، تتبع لمحلية الكاملين وحدة المسيد الإدارية وتقع في شمال شرق ولاية الجزيرة، يحدها من جهة الشمال النيل الأزرق ومن الشرق قرية النوبة ومن الجنوب قرية ود بسري ومن الغرب قرية المسيد ود عيسى.
تشتهر محطة المسيد بأنها محطة من نوع آخر وهي تقع على الخط السريع لطريق الخرطوم مدني إذ يتوفر فيها كل ما يحتاج إليه المسافر على طريق مدني الخرطوم من مطاعم واستراحات ومقاهي ومحطة للوقود، ومن المعالم البارزة فيها برج إرسال محطة بث أرضية تتبع للحكومة السودانية، محطة قطار السكة الحديد بالإضافة إلى الثائر الدفاق النيل الأزرق.

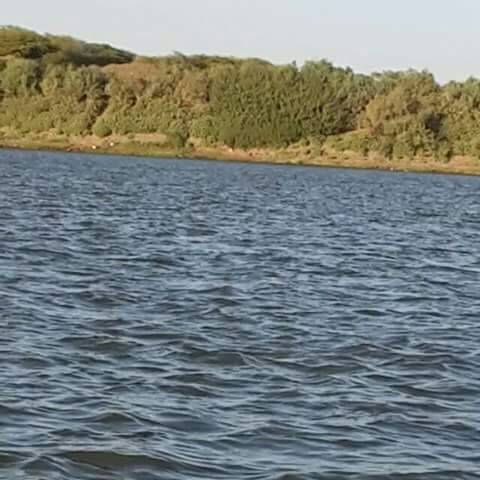
البحر

## أصل التسمية

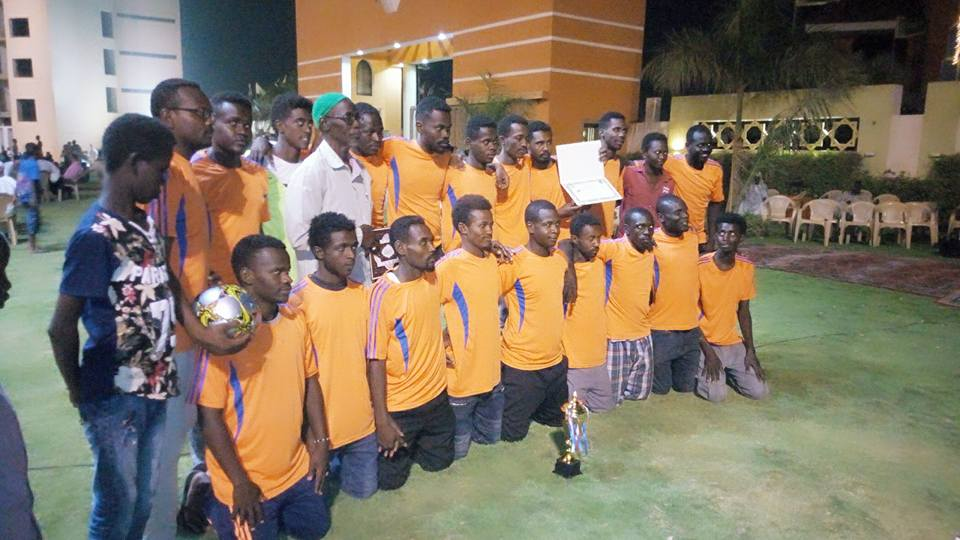
فريق المحطة "الشباب"

يتكون اسم القرية من شقين وسوف ابدأ بالثاني «المسيد» وهو المكان الذي يدرس فيه القرآن الكريم وعلومه وأصل الاسم من ثقافة وتوجه المنطقة الصوفي منذ قديم الزمان، وصاحب هذا المسيد شيخ يدعى «ود عيسى» وهو أشهر شيوخ الطرق الصوفية في هذه المنطقة في ذاك العهد. والشق الثاني من الاسم وهو «المحطة» وذلك نسبة لوجود محطة قطار السكة الحديد فيها منذ انشائها في عهد الاستعمار البريطاني للسودان وأطلق عليها اسم محطة المسيد.

## جغرافيا المنطقة
طبيعة الأرض مسطحة تماماً ولا يوجد بها مرتفعات وأودية عدا مجرى أو مصرف لتصريف مياه الأمطار، وتتميز القرية بوجودها على ضفاف النيل الأزرق والذي يكتسي برمال ذهبية في فصل الصيف ويغمر ويغطي حوض النيل في فصل الخريف. والمنطقة بشكل عام تتبع لمشروع الجزيرة

## السكان
يقطن القرية ما يقارب ألفين شخص من قبائل السودان المعروفة والمختلفة.

## أبرز المعالم

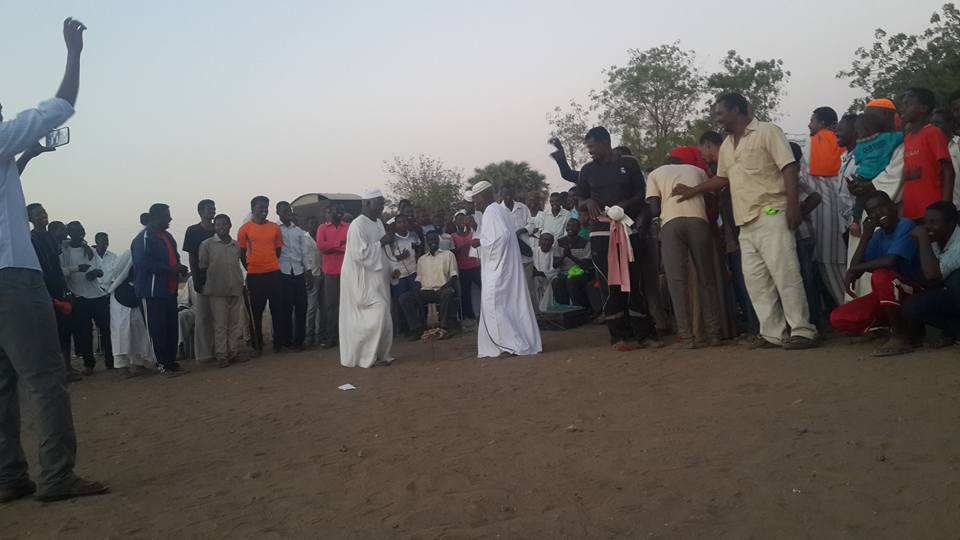
الكرنفال السنوي

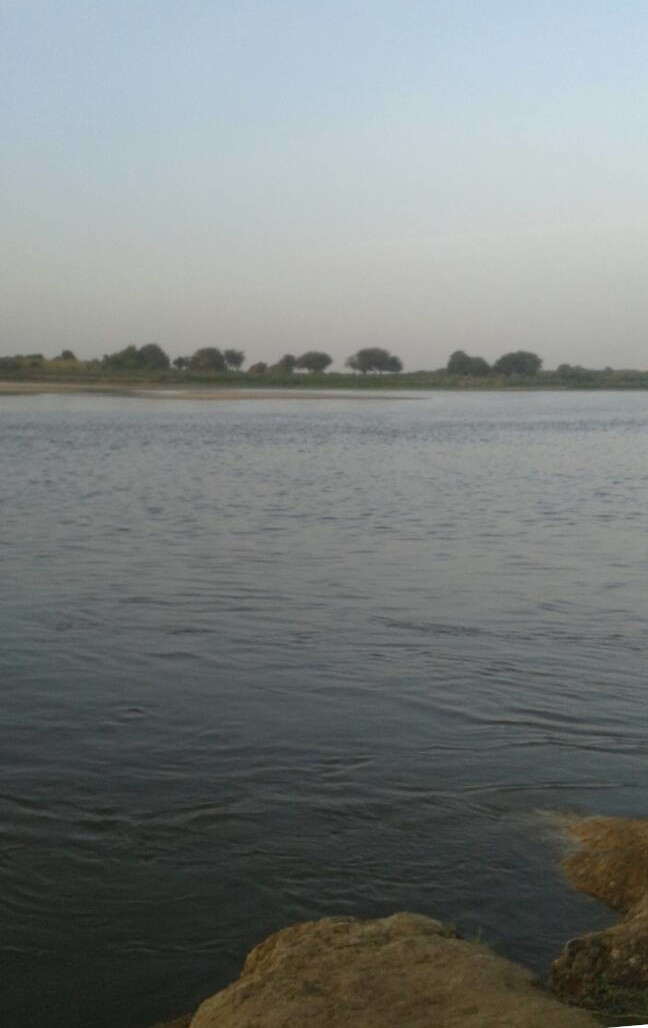
حجر الشيمة

### محطة السكة الحديد
بدأ إنشاء السكك الحديدية عام 1875 م من مدينة وادي حلفا إلى الخرطوم على يدالقوات البريطانية المصرية الغازية لنقل الجنود والعتاد في طريقهم نحو الخرطوم للقضاء على الدولة المهدية، ثم توالى بعد ذلك خلال الحقبة الاستعمارية وفترة ما بعد الاستقلال مدّ خطوط السكك الحديدية إلى مختلف أنحاء شمال السودان وحتى مدن نيالا في جنوب دار فور والروصيرص بجنوب النيل الأزرق ومدينة واو، في منطقة بحر الغزال بجنوب السودان، بلغ طول الخطوط الحديدية 4578 كيلومتر ولم يزداد الطول منذ نهاية حكم الفريق عبود في الستينات.
وتمتلك هيئة سكك حديد السودان حاليًا 130 قاطرة سفرية، وعدد 54 قاطرة مناورة، وحوالي 4187 عربة نقل للبضائع، 910 خزان نقل زيوت، 167 عربة ركاب. وتتمتع هيئة سكك حديد السودان بعضوية الاتحاد العالمي للسكك الحديدية (UIC) كما أنها من الأعضاء المؤسسين لاتحاد سكك حديد أفريقيا (UAR). ولها علاقات جيدة مع كثير من مؤسسات السكك الحديدية العالمية، وتربطها بروتوكولات تعاون مع الكثير منها.
وتم إنشاء العديد من المحطات لسكك حديد السودان في كل ارجاء البلاد ومن ضمن هذه المحطات «محطة المسيد» والتي تقع على طول الخط الذي يربط بين ولايات الخرطوم والجزيرة والنيل الازرق.

## النيل الازرق

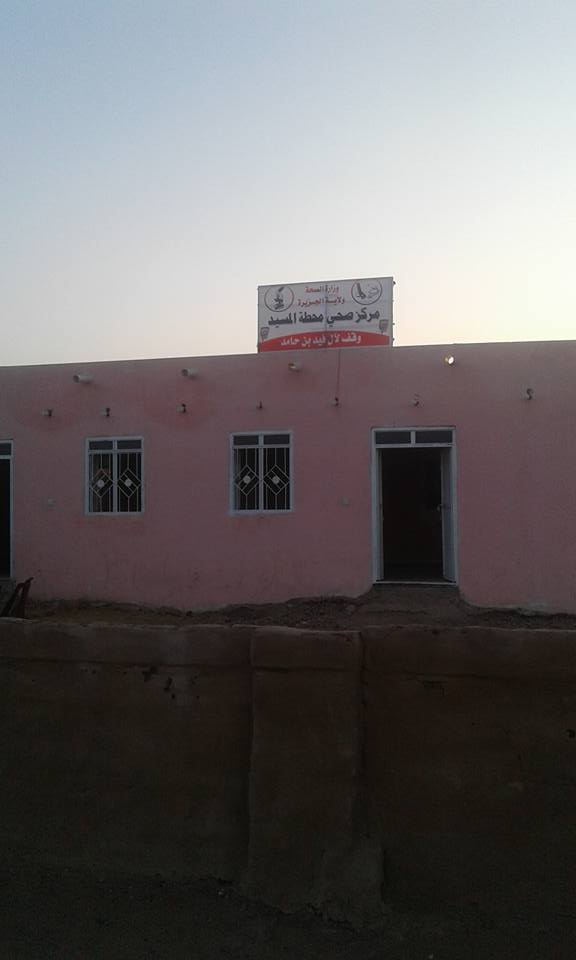
المركز الصحي الجديد

يشكل نسبة (80-85%) من المياه المغذية لنهر النيل، ولكن هذه المياه تصل إليه في الصيف فقط بعد الأمطار الموسمية على هضبة إثيوبيا، بينما لا يشكل في باقي أيام العام نسبه كبيرة حيث تكون المياه فيه ضعيفة أو جافه تقريبا.
ينبع هذا النهر من بحيرة تانا الواقعة في مرتفعات إثيوبيا بشرق القارة. بينما يطلق عليه اسم النيل الأزرق في السودان، ففي إثيوبيا يطلق عليه اسم «آبباي». ويستمر هذا النيل حاملا اسمه السوداني في مسار طوله 1,400 كم (850 ميلا) حتى يلتقي بالفرع الآخر – النيل الأبيض – ليشكلا معا ما يعرف باسم النيل منذ هذه النقطة وحتى المصب في البحر المتوسط.
يمر الازرق الثائر بالقرية في هدوء وصمت في فصل الصيف بينما يكون في أعلى مناسيبه في فصل الخريف. نشأت علاقة قوية جداً بين أهل القرية والنيل إذ أن كثير من أهل القرية يمتهن حرفة صيد الأسماك والنيل أصبح بالنسبة لهم كمصدر دخل رئيسي، ويتزود الناس من مائه الصافي في فصل الصيف عندما تكون هناك مشكلة ما في مضخات الماء المعروفة «بالبيارة». للنيل علاقة أخرى غير حميدة بأهل القرية اذ فقدت كثير من البيوت أبنائها وأطفالها على ضفافه.

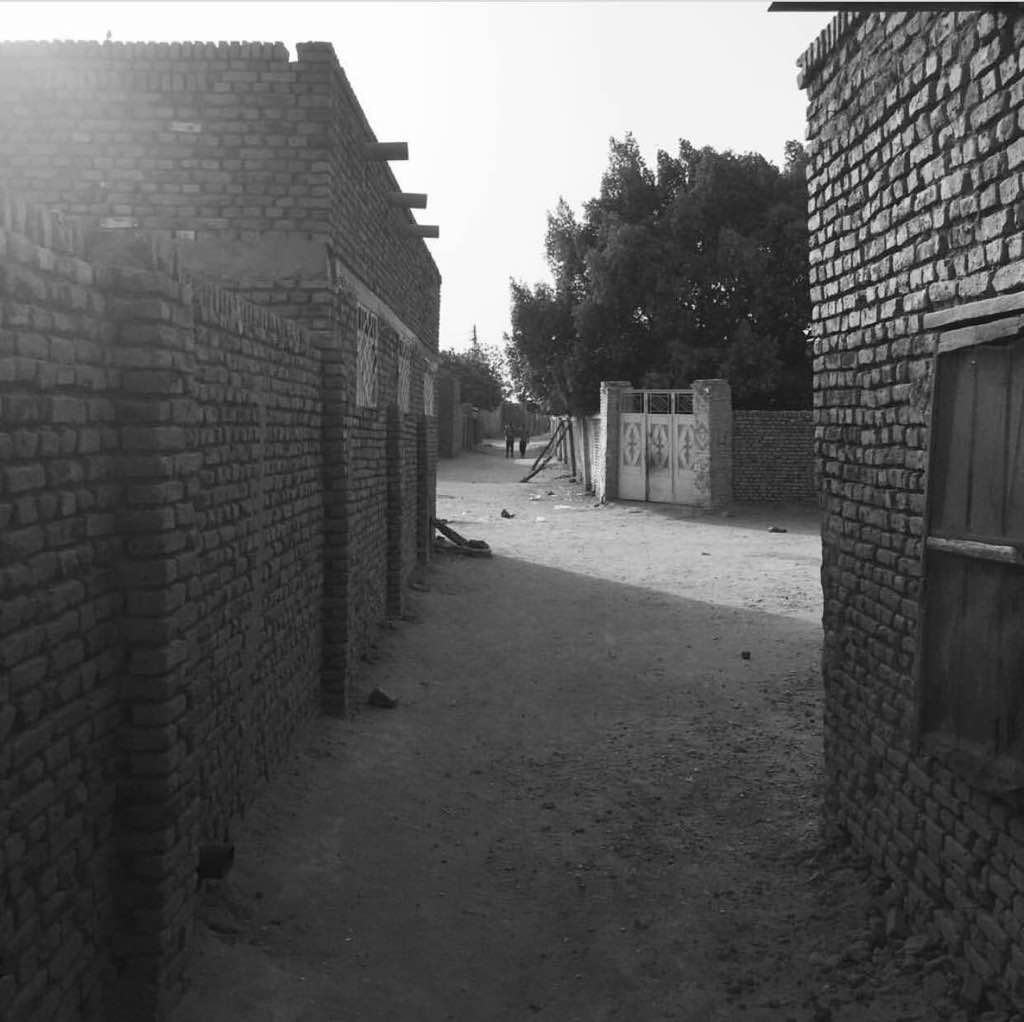
شارع النص

## محطة البث التلفزيوني الأرضية
يوجد بالقرية محطة بث أرضية تتبع للهيئة العامة للإذاعة والتلفزيون السودانية مزودة ببرج بث أرضي يفوق طوله المائة متر مزود بأجهزة بث والتقاط حديثة. ونسبة للتقدم والتطور في البث الفضائي فقد توقف العمل بمحطة البث الأرضي والان أصبحت المحطة مستخدمة من قبل شركات الاتصالات كمحطة لبث وتقوية الإشارة الأرضية.

## أجزاء من مشروع الجزيرة
يقع مشروع الجزيرة الزراعي في وسط السودان بين النيلين الأزرق والأبيض في السهل الطيني الممتد من منطقة سنار إلى جنوب الخرطوم عاصمة السودان. وأنشئ هذا المشروع في عام 1925 لمدّ المصانع البريطانية بحاجتها من خام القطن والذي شكل أيضاً العمود الفقاري لاقتصاد السودان بعد الاستقلال. ويعتبر مشروع الجزيرة أكبر مشروع مروي في أفريقيا وأكبر مزرعة في العالم ذات إدارة واحدة. وتوجد بعض من المشاريع الفرعية التي تتبع لمشروع الجزيرة الأم على امتداد قرية محطة المسيد كمشروع النوبة الزراعي والذي ينتج العديد ومن أهم المحاصيل: القطن، الفول السوداني، الذرة، القمح، والذرة الرفيعة، الذرة، الخضروات، الأعلاف، زهرة الشمس بالإضافة إلى الإنتاج الحيواني.

## طريق الخرطوم مدني السريع
يمر بالقرية على امتداد 3 كيلومترات في اتجاهي الشرق والغرب وهو الطريق الذي يربط العاصمة الخرطوم بحاضرة ولاية الجزيرة ود مدني والبالغ طوله 184 كيلو متر والذي يعتبر من أهم الطرق في السودان والذي يعرف للاسف «ب طريق أو شارع الموت» وذلك نسبة لكثرة الحوادث المرورية فيه.

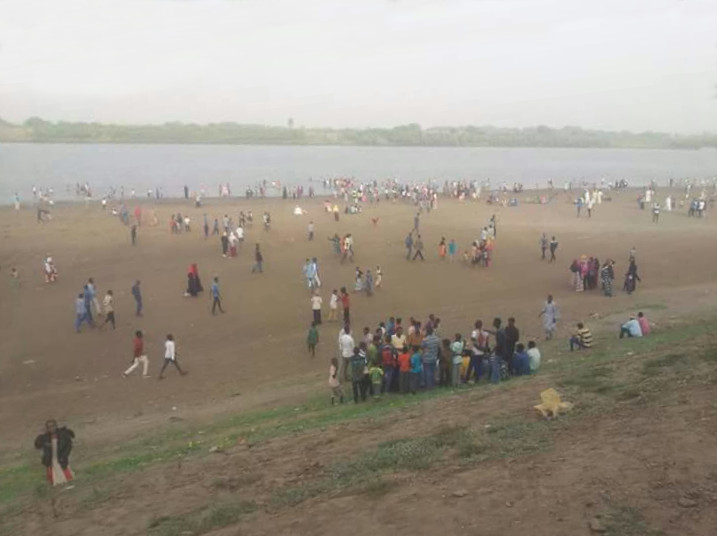
البحر رأس السنة

## سوق الخضار والفاكهة المركزي (الملجا)
يقع سوق الخضار والفاكهة المعروف محلياً باسم (الملجا) في نهاية القرية مع حدود قرية السلطان عجبنا ويعد من اعرق الاسواق بالمنطقة حيث يُعد مركزاً للتسوق لجزء كبير من قرى شمال الجزيرة وذلك لحجمه الكبير وتغطيته لجميع متطلبات الأهالي ويتميز السوق بقربه من الُمنتج «المزارع» والمستهلك إذ أن طريق مدني الخرطوم من أهم مقومات السوق إذ يُوفر ويُسهل على الناس وسيلة الوصول من وإلى السوق.

## قسم شرطة المسيد
ومن أهم المعالم بالقرية قسم شرطة محطة المسيد الذي يعد من أقدم أقسام الشرطة بالولاية وتعاقب على إدارته عدد من الضباط وضباط الصف المعروفين من أبناء المنطقة.

## المطاعم والكافتيريات التي تتخصص في تقديم وجبة «الشية» التي تشتهر بها المنطقة
ومن أهم وأشهر المعالم التي تشتهر بها منطقة محطة المسيد على مستوى السودان المطاعم المتواجدة على جانبي طريق مدني الخرطوم السريع والتي تشتهر بإعداد وجبة «الشية» الشهية والشهيرة والمعروفة في الأوساط السودانية انها من أطيب وألذ الوجبات.

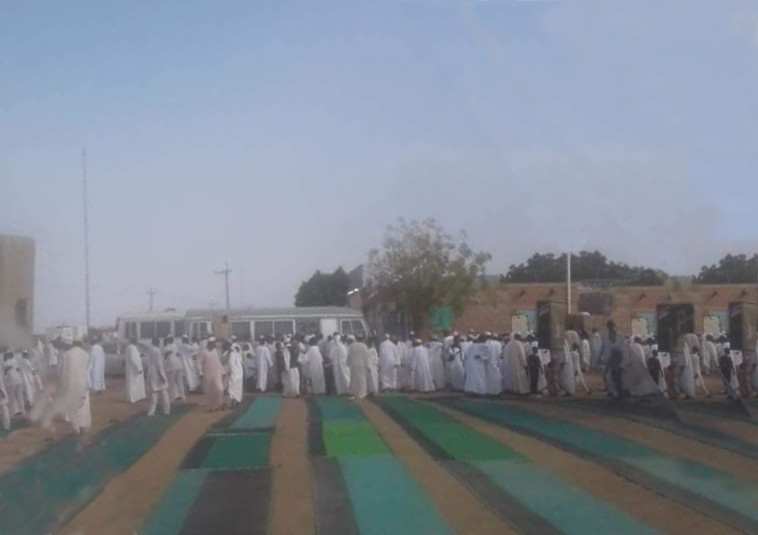
يوم العيد

## التعليم
يوجد بالقرية مدرسة إعدادية حكومية واحدة وعدد إتنين رياض أطفال إحداها خاصة والاخرى حكومية.

## الرعاية الصحية
يوجد بالقرية مركز صحي حديث الإنشاء لم يدشن ولم يفتتح بعد.

## الأسواق
تنشط في القرية تجارة الجملة والتجزئة في سوق الخضار والفاكهة والمواد الاستهلاكية الأخرى.

## الرياضة
يوجد في القرية نادي واحد لكرة القدم والمعروف باسم نادي محطة المسيد الرياضي كان ينافس سابقاً في الدرجة الثانية للدوري المحلي لاتحاد الكاملين ثم انتقل إلى الدوري المحلي لاتحاد المسيد وينافس الآن في دوري الدرجة الثانية ويضم النادي عدداً من النجوم الشباب والمخضرمين، للنادي عدة إنجازات على المستوى المحلي وشارك في منافسة كأس السودان لأكثر من مرة وحقق لقب بطولة دوري القرية المعروف سابقاً على مستوى ولاية الجزيرة باسم دوري القرية ومن أشهر بطولات دوري القرية الذي أقيم بدار الرياضة ام درمان وفيه برز نجم اللاعبين النعيم حمد النيل ورياض عبد الله.
Category:Al-Masaid Station